# Let It Rock (Chuck Berry)
Let It Rock is een rock-'n-rollnummer van Chuck Berry uit 1960. Het nummer gaat over spoorwegwerkers. Aan het einde van de dag zijn ze aan het dobbelen, wanneer de projectleider ze waarschuwt dat er een trein aankomt. De tekst "Let it rock" komt niet in het lied voor, maar suggereert dat de trein rock-'n-roll vertegenwoordigt. Het onderwerp is erg opvallend, omdat Chuck Berry's publiek voornamelijk uit tieners bestond, en zijn nummers doorgaans gingen over dingen die hen aanspraken.
Het nummer werd januari 1960 uitgebracht als B-kant van Too Pooped to Pop en haalde nummer 64 van de Billboard Hot 100. In de Engelse hitlijsten kwam het nummer op 6. Later dat jaar stond het nummer op het album Rockin' at the Hops. Het nummer is gecoverd door onder andere The Rolling Stones, Motörhead, Foo Fighters, The Animals, Jerry Garcia, The Yardbirds, Widespread Panic en Bob Seger.